# Ulan (huyện)
Ulan (Kazakh: Ұлан ауданы) là một huyện của tỉnh Đông Kazakhstan, thuộc miền Đông Kazakhstan. Trung tâm hành chính của huyện là thị xã Molodezhnıy.